# Цюнчжун-Ли-Мяоский автономный уезд
Цюнчжу́н-Ли-Мя́оский автоно́мный уе́зд (кит. упр. 琼中黎族苗族自治县, пиньинь Qióngzhōng Lízú Miáozú zìzhìxiàn) — автономный уезд провинции Хайнань (КНР).

## История
В первый раз уезд Цюнчжун (琼中县) был образован подпольными органами коммунистов в феврале 1948 года, но уже в марте 1949 года его структуры вошли в структуры Цюнъяского автономного района национальных меньшинств (琼崖少数民族自治区).
После перехода острова Хайнань под контроль КНР был создан Административный район Хайнань (海南行政区) провинции Гуандун, и в 1952 году уезд Цюнчжун был создан вновь. 20 апреля 1952 года в составе Административного района Хайнань был создан Хайнань-Ли-Мяоский автономный район уездного уровня (海南黎族苗族自治区), и уезд стал подчиняться его властям. 17 октября 1955 года Хайнань-Ли-Мяоский автономный район был преобразован в Хайнань-Ли-Мяоский автономный округ (海南黎族苗族自治州).
В 1970 году Административный район Хайнань был переименован в Округ Хайнань (海南地区), но в 1972 году округ снова стал административным районом.
Постановлением Госсовета КНР от 20 ноября 1987 года (вступило в силу 31 декабря 1987 года) был расформирован Хайнань-Ли-Мяоский автономный округ, и все входившие в него административные единицы уездного уровня стали подчиняться напрямую властям административного района; уезд Цюнчжун этим же постановлением был преобразован в Цюнчжун-Ли-Мяоский автономный уезд.
13 апреля 1988 года Административный район Хайнань был преобразован в отдельную провинцию Хайнань.

## Административное деление
Автономный уезд делится на 7 посёлков и 3 волости.

## Экономика
Важное значение имеет выращивание и переработка чая.